# Madail
Madail é uma povoação portuguesa do Município de Oliveira de Azeméis que foi sede da extinta Freguesia de Madail, freguesia que tinha 2,11 km² de área e 809 habitantes (2011), e, por isso, uma densidade populacional de 383,4 hab/km².
A Freguesia de Madail foi extinta em 2013, no âmbito de uma reforma administrativa nacional, tendo sido agregada às Freguesias de Oliveira de Azeméis, Santiago de Riba-Ul, Ul e Macinhata da Seixa, para formar uma nova freguesia denominada União das Freguesias de Oliveira de Azeméis, Santiago de Riba-Ul, Ul, Macinhata da Seixa e Madail.

## População
| População da freguesia de Madail (1864 – 2011) | População da freguesia de Madail (1864 – 2011) | População da freguesia de Madail (1864 – 2011) | População da freguesia de Madail (1864 – 2011) | População da freguesia de Madail (1864 – 2011) | População da freguesia de Madail (1864 – 2011) | População da freguesia de Madail (1864 – 2011) | População da freguesia de Madail (1864 – 2011) | População da freguesia de Madail (1864 – 2011) | População da freguesia de Madail (1864 – 2011) | População da freguesia de Madail (1864 – 2011) | População da freguesia de Madail (1864 – 2011) | População da freguesia de Madail (1864 – 2011) | População da freguesia de Madail (1864 – 2011) | População da freguesia de Madail (1864 – 2011) |
| ---------------------------------------------- | ---------------------------------------------- | ---------------------------------------------- | ---------------------------------------------- | ---------------------------------------------- | ---------------------------------------------- | ---------------------------------------------- | ---------------------------------------------- | ---------------------------------------------- | ---------------------------------------------- | ---------------------------------------------- | ---------------------------------------------- | ---------------------------------------------- | ---------------------------------------------- | ---------------------------------------------- |
| 1864                                           | 1878                                           | 1890                                           | 1900                                           | 1911                                           | 1920                                           | 1930                                           | 1940                                           | 1950                                           | 1960                                           | 1970                                           | 1981                                           | 1991                                           | 2001                                           | 2011                                           |
| 341                                            | 373                                            | 425                                            | 417                                            | 538                                            | 557                                            | 578                                            | 598                                            | 585                                            | 615                                            | 618                                            | 674                                            | 804                                            | 884                                            | 809                                            |

## Património
- A arruinada Ponte do Manica, sobre o rio Ul
- Casa das Cambeiras
- Quinta das Camélias
- Moinho do Ruivo, Moinho da Eira e Moinho do Ginete
- Igreja de São Mamede (matriz)
- Largo de São Mateus
- Cruzeiros no sítio do Souto e abaixo da igreja de Madail
- Casa da Manica
- Moinhos
- Trecho do rio